# Fernando Sor
Fernando Sor (katalanska: Josep Ferran Sorts i Muntades), döpt 14 februari 1778 i Barcelona, död 10 juni 1839 i Paris, var en betydande spansk utövare och tonsättare inom klassisk gitarrmusik. 
Sor erhöll sin musikaliska uppfostran i klostret Montserrat. Han skrev för ett italienskt operasällskap operan Telemacco, som framfördes med bifall. Efter kriget på pyreneiska halvön, i vilket han deltog som kapten, reste han till Paris, där han blev personligen bekant med Méhul, Berton och Cherubini. Sor grundlade i London sitt rykte som gitarrist och komponerade en mängd italienska arietter samt operan La Foire de Smyrna med mera. Han gjorde en konsertresa till Ryssland, varefter han återvände till London. Sor skrev där feerioperan La belle Arsene. Han utgav utom ovannämnda kompositioner en gitarrskola och gitarrmusik.

## Eftermäle
Asteroiden 4865 Sor är uppkallad efter Fernando Sor.